# Кораб за управление
Кораб за управление – съд, кораб, използващ се от командващия флот в качеството на флагман. Кораба за управление осигурява свръзката, работните и жилищните помещения за командващия флота и неговите подчинени, и служит за координация на действията на флота.
В състава на ВМС на САЩ действат два командни кораба: USS Blue Ridge (LCC-19) и USS Mount Whitney (LCC-20), построени по проекта „Blue Ridge“. USS LaSalle (AGF-3) е изваден от експлоатация през март 2005 г. USS Coronado (AGF-11) е изваден от експлоатация и по състояние към 30 септември 2006 г. очаква утилизация.
В СССР в кораби за управление да преоборудвани два леки крайцера от проекта 68-бис – „Жданов“ (ЧФ) и „Адмирал Сенявин“ (ТОФ). В периода 1989 – 1990 г. и двата крайцера са извадени от състава на флота. Заложенният през 1988 г. кораб по проект 12884 е достроен и влиза в състава на ВМС на Украйна под името „Славутич“.
В Дания, 2003 – 2005 г., са построени два кораба за управление и поддръжка от типа „Абсалон“.